# Liste der Monuments historiques in Tramery
Die Liste der Monuments historiques in Tramery führt die Monuments historiques in der französischen Gemeinde Tramery auf.

## Liste der Objekte
| Bezeichnung                        | Beschreibung                    | Standort                              | Kennzeichnung | Schutzstatus | Datum | Bild |
| ---------------------------------- | ------------------------------- | ------------------------------------- | ------------- | ------------ | ----- | ---- |
| Grabstein                          | Stein, bezeichnet 1521          | in der Kirche St-Jean-Baptiste (Lage) | PM51001108    | Classé       | 1908  |      |
| Skulptur Heiliger Remigius         | Stein, 16. oder 17. Jahrhundert | in der Kirche St-Jean-Baptiste (Lage) | PM51003637    | Inscrit      | 1994  |      |
| Konsole Engel mit Wappen           | Stein, 16. oder 17. Jahrhundert | in der Kirche St-Jean-Baptiste (Lage) | PM51003640    | Inscrit      | 1994  |      |
| Taufbecken                         | Stein, 12. Jahrhundert          | in der Kirche St-Jean-Baptiste (Lage) | PM51001670    | Classé       | 1952  |      |
| Zwei Skulpturensockel              | Stein, 16. Jahrhundert          | in der Kirche St-Jean-Baptiste (Lage) | PM51003454    | Inscrit      | 2002  |      |
| Skulptur Madonna mit Kind          | Stein, 16. oder 17. Jahrhundert | in der Kirche St-Jean-Baptiste (Lage) | PM51003635    | Inscrit      | 1994  |      |
| Skulptur einer heiligen Märtyrerin | Stein, 16. Jahrhundert          | in der Kirche St-Jean-Baptiste (Lage) | PM51003634    | Inscrit      | 1994  |      |
| Skulptur Heilige Barbara           | Stein, 16. oder 17. Jahrhundert | in der Kirche St-Jean-Baptiste (Lage) | PM51003638    | Inscrit      | 1994  |      |
| Skulptur Johannes der Täufer       | Stein, 17. Jahrhundert          | in der Kirche St-Jean-Baptiste (Lage) | PM51003639    | Inscrit      | 1994  |      |
| Skulptur Heiliger Sebastian        | Stein, 18. Jahrhundert          | in der Kirche St-Jean-Baptiste (Lage) | PM51003636    | Inscrit      | 1994  |      |